# Sedum beauverdii
Sedum beauverdii är en fetbladsväxtart. Sedum beauverdii ingår i Fetknoppssläktet som ingår i familjen fetbladsväxter.

## Underarter
Arten delas in i följande underarter:
- S. b. beauverdii
- S. b. vietnamense